# Air Europe (Großbritannien)
Air Europe war eine britische Fluggesellschaft, die ihren Betrieb im März 1991 eingestellt hat. Das Unternehmen führte neben Charterflügen ab Mai 1985 auch Linienflüge durch. Im Jahr 1989 bildete die Gesellschaft gemeinsam mit ihren europäischen Schwesterunternehmen den Firmenverbund Airlines of Europe Group.

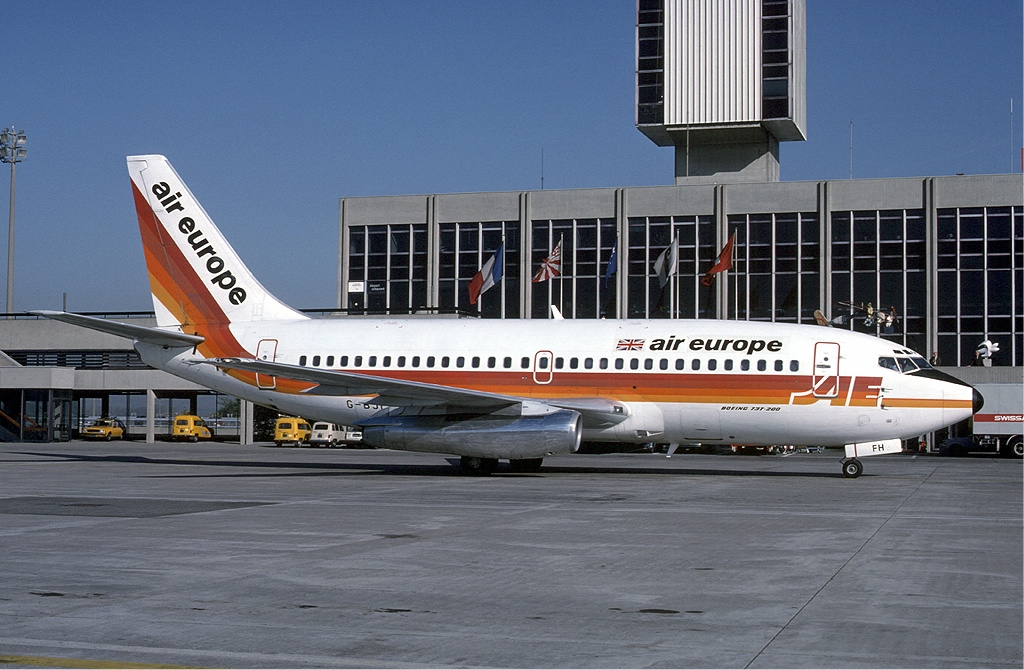
Eine Boeing 737-200 der Air Europe auf dem Flughafen Basel-Mülhausen (1984)

## Charterflüge
Durch die Rezession infolge der ersten Ölkrise hatten zahlreiche britische Charterfluggesellschaften Konkurs angemeldet, so dass die Kapazitäten am Ende der 1970er-Jahre nicht ausreichten, um den wieder gestiegenen Bedarf an Pauschalreisen zu erfüllen. Der britische Reiseveranstalter Intasun Leisure gründete daraufhin am 18. Juli 1978 zusammen mit Privatinvestoren die Fluggesellschaft Inter European Airways, die zum Jahresbeginn 1979 zur Air Europe umfirmiert wurde. Die Betriebsaufnahme erfolgte am 4. Mai 1979 mit einem Flug von London-Gatwick nach Palma. Anfänglich setzte das Unternehmen drei Flugzeuge des Typs Boeing 737-200 ein, mit denen in der ersten Sommersaison 29 Zielorte von London aus angeflogen wurden. Daneben führte die Gesellschaft ab Herbst 1979 Charterflüge vom Flughafen Manchester durch. Im Jahr 1981 ging der Mutterkonzern der Air Europe, die Intasun Leisure Group, an die Börse. Der Börsengang brachte das Kapital zur Anschaffung weiterer Boeing 737, so dass ab 1982 auch Charterflüge ab Cardiff aufgenommen werden konnten. Geleaste Flugzeuge des Typs Boeing 757 vergrößerten ab dem 6. April 1983 die Flotte. Durch die schnelle Expansion stieg Air Europe Mitte der 1980er-Jahre zur zweitgrößten britischen Charterfluggesellschaften nach Britannia Airways auf. Im Jahr 1987 beförderte das Unternehmen mit einer aus 15 Flugzeugen bestehenden Flotte 1,64 Millionen Passagiere.
Langstreckenflüge nach Goa und Malé erfolgten ab dem Jahr 1989 mit Maschinen des Typs Boeing 757. Zeitgleich leaste die Gesellschaft für ihre Charterflüge nach Orlando, Acapulco und Bangkok ein Großraumflugzeug des Typs Boeing 747 von der US-amerikanischen Tower Air. Nach der Auslieferung weiterer Boeing 757 setzte das Unternehmen ab Herbst 1989 eigene Flugzeuge auf diesen Routen ein.

## Linienflüge

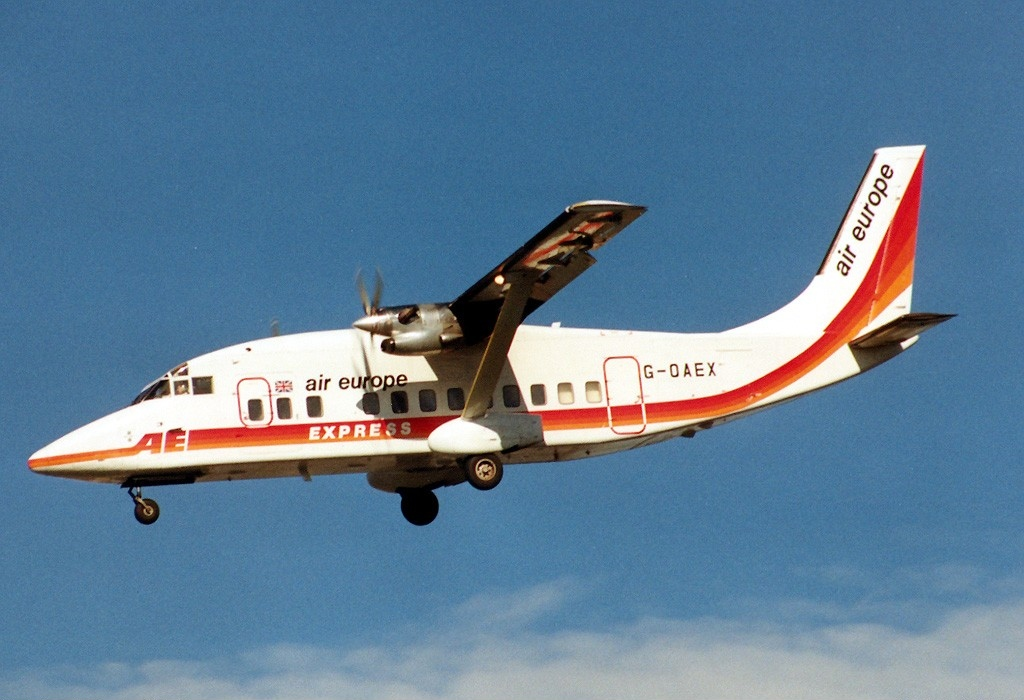
Eine Short 360 der Tochtergesellschaft Air Europe Express

In Ergänzung zu den Charterdiensten führte Air Europe ab Mai 1985 Linienflüge zwischen London-Gatwick und Palma durch. Als zweites Ziel wurde Gibraltar ab Mai 1986 im Linienverkehr angeflogen. Im Jahr 1988 umfasste das von London-Gatwick ausgehende Liniennetz die Zielorte Arrecife, Brüssel, Gibraltar, Palma, Paris und München. Daneben wurden drei von Manchester ausgehende Strecken nach Arrecife, Funchal und Gibraltar beflogen. Im selben Jahr erwarb Air Europe die in London-Gatwick ansässige Regionalfluggesellschaft Connectair, die bis dahin mit ihren Short 360 Zubringerverkehr für British Caledonian Airways durchgeführt hatte. Das Unternehmen wurde am 1. Februar 1989 zur Air Europe Express umfirmiert (ICAO-Code: AEE). Durch die Übernahme von Connectair konnte Air Europe zusätzliche Verkehrsrechte (sogenannte Slots) in London-Gatwick nutzen. Um Geschäftsreisende als Kunden zu gewinnen, wurden die im Linienbetrieb eingesetzten Boeing 737-300 ab Oktober 1988 mit einer Business Class ausgestattet.
Ab Ende März 1989 bedienten die Gesellschaften Air Europe und Air Europe Express von London-Gatwick ausgehende Linienverbindungen nach Antwerpen, Arrecife, Brüssel, Düsseldorf, Genf, Gibraltar, Kopenhagen, Málaga, Malta, München, Oslo, Palma, Paris, Rom, Rotterdam und Stockholm. Die im April 1989 aufgekaufte Regionalfluggesellschaft Guernsey Airlines wurde im August 1989 mit dem Tochterunternehmen Air Europe Express fusioniert. Im Anschluss bot die Unternehmensgruppe auch Liniendienste zu den britischen Kanalinseln unter eigenem Namen an. Ab Dezember 1989 kamen die ersten vier Fokker 100 auf den Linienstrecken zum Einsatz.

## Airlines of Europe Group

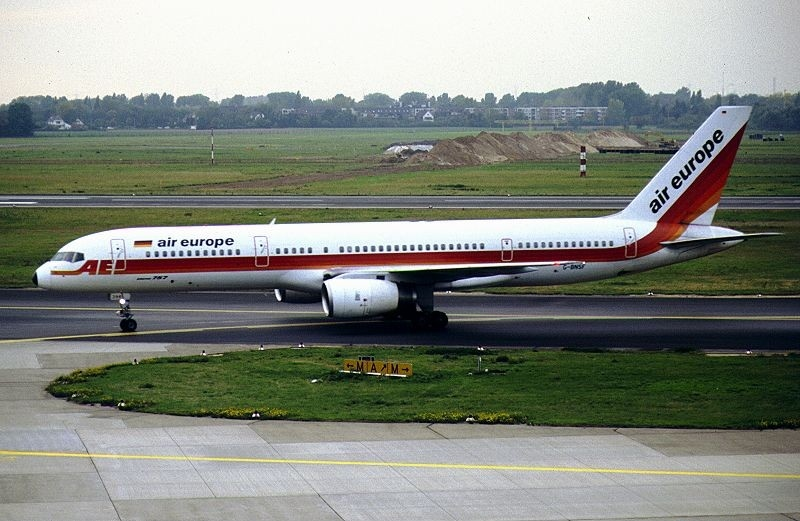
Eine Boeing 757 der Air Europe Germany auf dem Flughafen Düsseldorf im Jahr 1990

Ab 1986 begann der mittlerweile in International Leisure Group (ILG) umbenannte Mutterkonzern der Air Europe damit, Beteiligungen an europäischen Fluggesellschaften zu erwerben. Die Planungen sahen vor, bis Ende 1992 unter der Bezeichnung Airlines of Europe Group einen europaweiten Zusammenschluss von Tochterunternehmen zu schaffen, deren Flugzeuge in einheitlichen Farben und unter identischen Markennamen firmieren sollten. Von den nationalen Standorten der einzelnen Gesellschaften sollte ein gemeinsames Linienflugnetz betrieben und zusätzlich Charterflüge durchgeführt werden. Zudem war geplant, die Flugzeuge bei Bedarf zwischen den einzelnen Tochtergesellschaften zu verschieben, um somit die Kapazitäten jederzeit anpassen zu können.
Die International Leisure Group erwarb die nach jeweiligem nationalen Recht zulässige Maximalbeteiligung an folgenden Fluggesellschaften:
- eine 25%ige Beteiligung an der spanischen Air España, die daraufhin 1986 zur Air Europa umfirmiert wurde.
- eine 49%ige Beteiligung an der deutschen Regionalfluggesellschaft Nürnberger Flugdienst (NFD), die deren Eigentümer Hans Rudolf Wöhrl 1989 an die ILG abtrat. Das Unternehmen setzte ab Herbst 1989 eine Boeing 757 unter der Bezeichnung Air Europe Germany auf Charterflügen ein. Eine weitere Boeing 757 wurde im Frühjahr 1990 von der Muttergesellschaft übernommen.
- eine 35%ige Beteiligung an der italienischen Regionalfluggesellschaft Flying Services, aus der im Juni 1989 die Air Europe Italy hervorging.
- eine 33%ige Beteiligung an der norwegischen Norway Airlines, die im Juni 1989 den Namen Air Europe Scandinavia erhielt.[11][12]

Zudem plante die International Leisure Group Beteiligungen an der französischen Corse Air sowie an einer niederländischen Fluggesellschaft zu erwerben. Die Verhandlungen scheiterten aber.

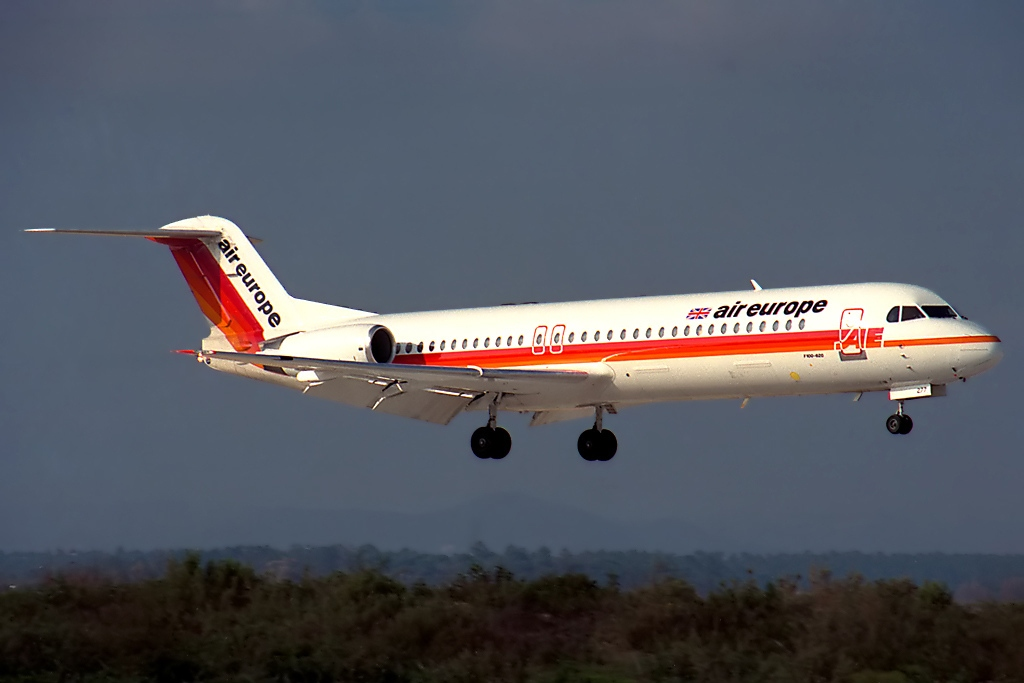
Eine Fokker 100 der Air Europe, 1988

Im Jahr 1989 beförderten die Fluggesellschaften der Airlines of Europe Group gemeinsam 5,8 Millionen Fluggäste, davon 2,7 Millionen Passagiere auf touristischen Charterflügen. Die Unternehmensgruppe setzte zu diesem Zeitpunkt insgesamt 31 Düsenflugzeuge und 23 Turboprop-Maschinen ein. Zum Aufbau einer einheitlichen Flotte tätige die ILG im selben Jahr unter anderem Bestellungen über 20 Mittelstreckenflugzeuge des Typs Boeing 757, 11 Kurzstreckenflugzeuge des Typs Fokker 100 (plus 11 Optionen) sowie für 6 Langstreckenflugzeuge des Typs McDonnell Douglas MD-11 (plus 12 Optionen). Die Unternehmensgruppe plante im Jahr 1994 insgesamt 100 Flugzeuge zu betreiben.

## Konkurs der International Leisure Group
Durch die Beteiligungen an den einzelnen europäischen Fluggesellschaften hatte sich der Mutterkonzern International Leisure Group hoch verschuldet. Im Herbst 1990 führten die Auswirkungen des Zweiten Golfkriegs zu starken Einbrüchen im Touristikgeschäft, wovon die beiden britischen Tochterunternehmen Air Europe und Intrasun Leisure besonders betroffen waren. Zudem stiegen die Preise für Kerosin und somit die Betriebskosten der Air Europe. Nachdem mehrere Investoren ihr Kapital aus dem Unternehmen abgezogen hatten, wurden die International Leisure Group und ihre britischen Tochtergesellschaften am 8. März 1991 zahlungsunfähig. Air Europe und Air Europe Express stellten den Betrieb noch am selben Tag ein. Die Suche nach neuen Investoren blieb erfolglos.
Für die anderen Fluggesellschaften der Airlines of Europe Group konnten neue Investoren gefunden werden, so dass die italienische Air Europe, die spanische Air Europa, die norwegische Norway Airlines und der deutsche Nürnberger Flugdienst als eigenständige Unternehmen bestehen blieben.

## Flotte

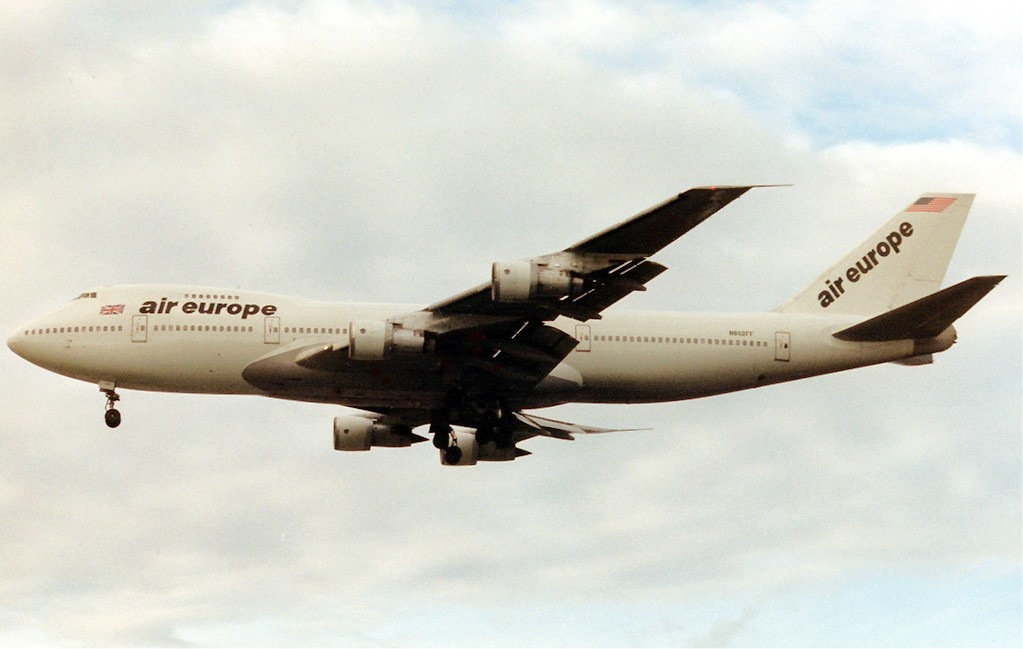
Eine Boeing 747 der Tower Air, die im Jahr 1989 für Langstreckenflüge gemietet worden war

### Flotte bei Betriebseinstellung
Zum Zeitpunkt der Insolvenz bestand die Flotte aus drei Boeing 737-300, acht Boeing 737-400, sieben Boeing 757-200 und sieben Fokker 100.

### Zuvor eingesetzte Flugzeuge
Im Lauf ihrer Geschichte nutzte Air Europe auch folgende Flugzeugtypen:
- Boeing 737-200 (betrieben von 1979 bis 1988)
- Boeing 747-100 (1989 geleast von Tower Air)